# Stefan Melak
Stefan Melak, pseud. Jan Ostrogski, Lida A., Wilno Z. (ur. 13 sierpnia 1946 w Warszawie, zm. 10 kwietnia 2010 w Smoleńsku) – polski dziennikarz, działacz opozycyjny okresu PRL, przewodniczący Komitetu Katyńskiego.

## Życiorys
Syn Józefa Melaka i Donaty Mazińskiej, miał braci: Andrzeja, Arkadiusza i Sławomira. W latach 1965–1974 studiował prawo na Uniwersytecie Warszawskim, w 1968 uczestniczył w wydarzeniach marcowych. W 1974, razem z braćmi, założyli Krąg Pamięci Narodowej. W 1979 r. z inspiracji Stefana Melaka i ks. Wacława Karłowicza powstał Konspiracyjny Komitet Katyński.
Od 1979 roku był członkiem niepodległościowej partii politycznej Konfederacja Polski Niepodległej, w latach 1980–81 był członkiem redakcji pism tej partii: Niepodległość oraz Gazeta Polska.
Kierował głośną konspiracyjną akcją ustawienia 31 lipca 1981 w tzw. Dolince Katyńskiej na Cmentarzu na Powązkach w Warszawie pierwszego w Polsce „Pomnika Katyńskiego”, który był wykonany z granitu przez Arkadiusza Melaka i ważył kilka ton. Pomnik ten po kilku godzinach został usunięty po interwencji ambasady radzieckiej. W obronie zrabowanego pomnika występował nawet I Zjazd NSZZ „Solidarność” w Gdańsku Oliwie. Odzyskany został dopiero w lipcu 1989 r. Ponowne postawienie i odsłonięcie monumentu nastąpiło 8 września 1995 roku.
Melak był internowany przez władze komunistyczne za działalność antykomunistyczną oraz udział w zjazdach Solidarności. Po zwolnieniu aktywnie uczestniczył w działalności podziemnej Solidarności, m.in. zajmując się wydawaniem w tzw. drugim obiegu książek o tematyce katyńskiej. Był wydawcą i redaktorem konspiracyjnego Wydawnictwa Polskiego, w którym w latach 1983–1989 wydał kilkanaście pozycji książkowych oraz liczne plakaty, ulotki, broszury itp. Organizował też druk i kolportaż wielu tytułów prasy podziemnej Solidarności. Nadal uczestniczył w działalności KPN, m.in. był uczestnikiem II Kongresu KPN 22 grudnia 1984 roku.
Z jego inspiracji w 1991 r. w Miednoje i Charkowie postawiono krzyże upamiętniające Polaków zamordowanych przez NKWD w 1940 r.
W wyborach parlamentarnych 1993 bezskutecznie ubiegał się o mandat posła na Sejm RP II kadencji z ramienia KPN. W 1998 ubiegał się o mandat radnego powiatu warszawskiego z listy koalicji Ruch Patriotyczny Ojczyzna. W wyborach samorządowych w 2002 bez powodzenia kandydował do Rady Warszawy z listy komitetu Julii Pitery.
W 2007 został członkiem Komitetu Honorowego Poparcia partii Prawo i Sprawiedliwość. Był członkiem zarządu Stowarzyszenia Wolnego Słowa i działaczem Stowarzyszenia Olszynka Grochowska.
Publikował na łamach „Gazety Polskiej” i „Naszego Dziennika”.

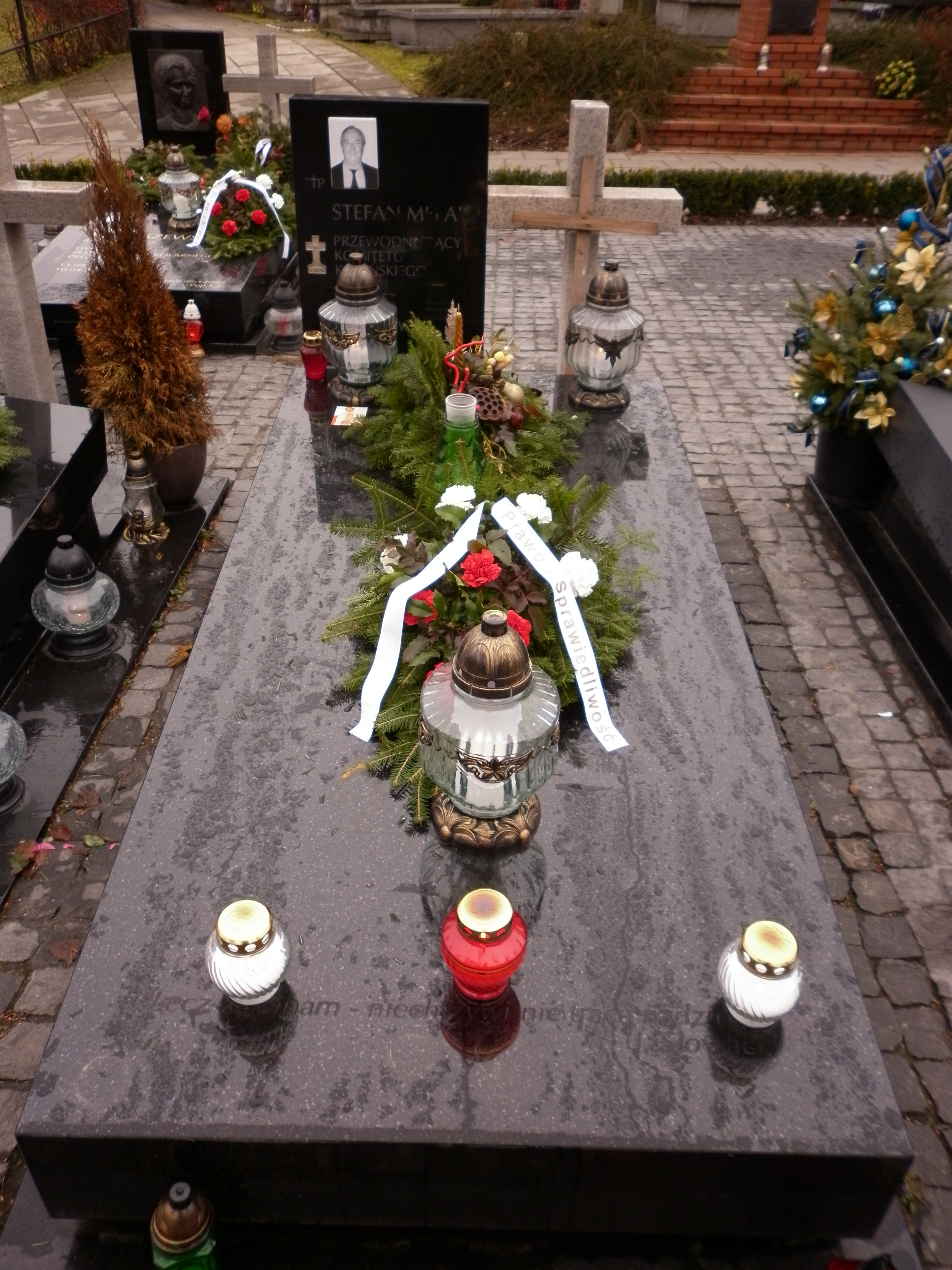
Grób Stefana Melaka na Cmentarzu Wojskowym na Powązkach (styczeń 2012)

Zginął w katastrofie polskiego samolotu Tu-154M w Smoleńsku 10 kwietnia 2010 w drodze na obchody 70. rocznicy zbrodni katyńskiej.
24 kwietnia 2010 został pochowany w Kwaterze Smoleńskiej na Cmentarzu Wojskowym na Powązkach. Jego ciało zostało ekshumowane 22 listopada 2016 w związku z prowadzonym w Prokuraturze Krajowej śledztwem w sprawie katastrofy smoleńskiej. Został ponownie pochowany na tym samym cmentarzu 29 grudnia 2016.

## Odznaczenia i wyróżnienia
- 11 listopada 2006 odznaczony przez prezydenta Lecha Kaczyńskiego Krzyżem Komandorskim Orderu Odrodzenia Polski[10].
- We wrześniu 2007 odznaczony Srebrnym Medalem „Zasłużony Kulturze Gloria Artis”[11].
- W 2008 roku Rada Polskiej Fundacji Katyńskiej nadała mu Medal Dnia Pamięci Ofiar Zbrodni Katyńskiej[12].
- 16 kwietnia 2010 został pośmiertnie odznaczony Krzyżem Komandorskim z Gwiazdą Orderu Odrodzenia Polski[13][14].
- 21 lipca 2020 został pośmiertnie odznaczony Krzyżem Wolności i Solidarności[15]

## Książki
- Katyń : [Kozielsk – Starobielsk – Ostaszków], Warszawa : Archikonfraternia Literacka, 1989.
- Krzyk o świcie. Katyń w poezji (współautorka Alicja Patey-Grabowska), Warszawa : „Królowa Apostołów”, 1989
- Powstanie Listopadowe – 170 rocznica : Zamek Królewski, sesja naukowa : materiały red. wspólnie z Wacławem Karłowiczem, Warszawa : Krąg Pamięci Narodowej, 2000. ISBN 8370104120
- Witaj Gaju Grochowa! : polskie Termopile : wybór poezji o powstaniu listopadowym, wspólnie z Gabrielą Melak, Warszawa : Krąg Pamięci Narodowej, 2005. ISBN 83-01-06604-0

## Upamiętnienie

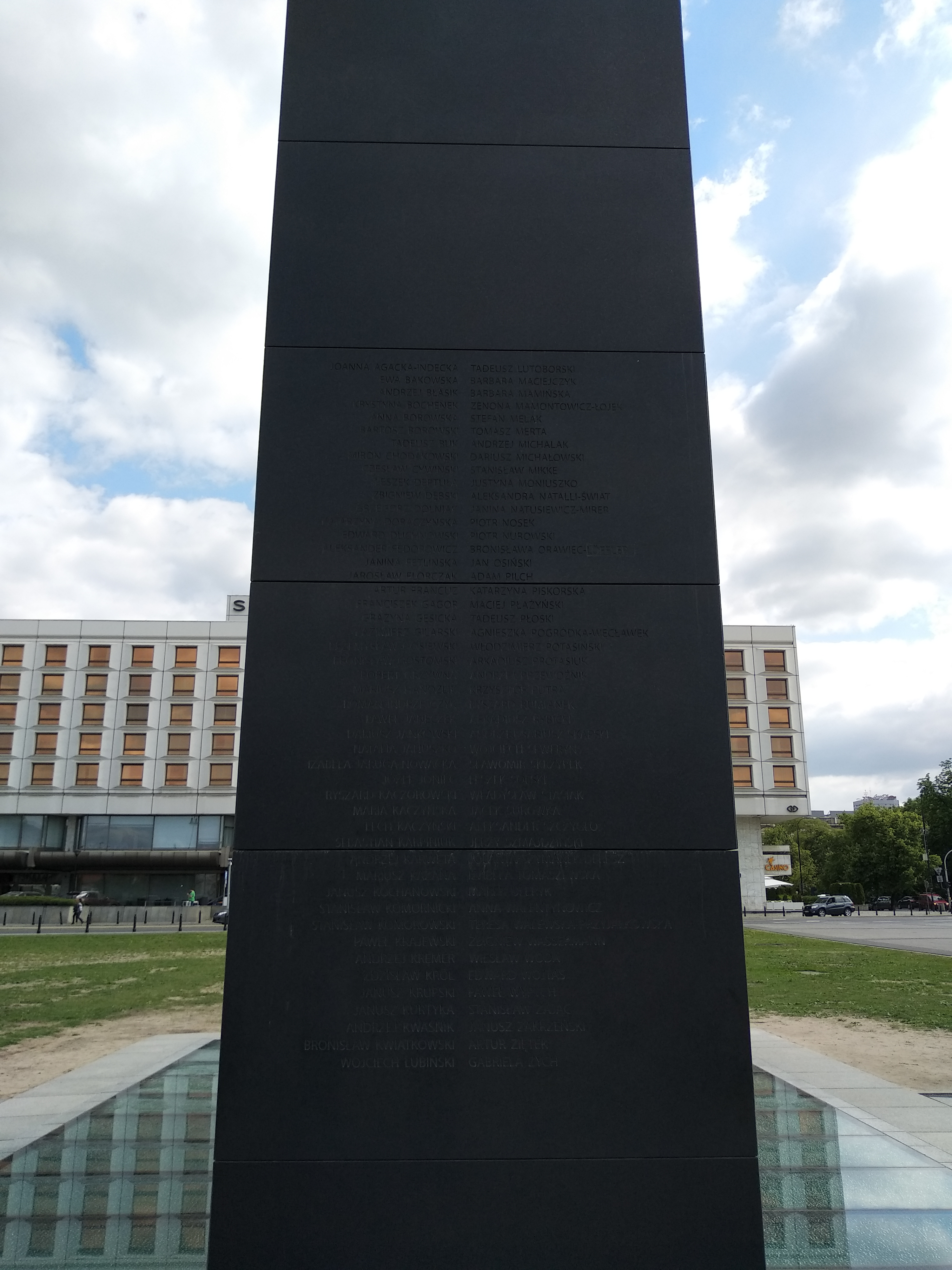
Stefan Melak upamiętniony na Pomniku Ofiar Tragedii Smoleńskiej 2010 roku w Warszawie

- 28 listopada 2010 odsłonięto głaz pamięci ks. Wacława Karłowicza oraz Stefana Melaka w Alei Chwały Pomnika Bitwy pod Olszynką Grochowską przy ul. Traczy w dzielnicy Rembertów w Warszawie[16], a 13 kwietnia 2011 tablicę pamiątkową poświęconą Stefanowi Melakowi w bazylice Świętego Krzyża w Warszawie[17].
- W kwietniu 2015, przed piątą rocznicą śmierci przewodniczącego Komitetu Katyńskiego pod Smoleńskiem, nakładem Wydawnictwa Komograf ukazała się jego biografia pt. Stefan Melak. Strażnik pamięci Katynia autorstwa Łukasza Kudlickiego, opracowana we współpracy z bratem Stefana Melaka, Andrzejem[18].
- 15 sierpnia 2015 popiersie Bronisława Kwiatkowskiego i Stefana Melaka zostało odsłonięte w Panteonie Bohaterów Sanktuarium Narodowego na Cmentarzu Poległych w Bitwie Warszawskiej w Ossowie[19].
- 9 listopada 2017 r. ulica nazwana wcześniej imieniem Antoniego Kacpury w dzielnicy Rembertów w Warszawie zyskała nazwę ulicy Stefana Melaka[20].